# Doladille
 (mai 2015).
Si vous disposez d'ouvrages ou d'articles de référence ou si vous connaissez des sites web de qualité traitant du thème abordé ici, merci de compléter l'article en donnant les références utiles à sa vérifiabilité et en les liant à la section « Notes et références ».
Doladille est un patronyme français.

## Étymologie
Le patronyme Doladille peut venir du mot occitan "doladilha". Ce terme est issu du latin "dolabella" et désigne une doloire, instrument servant à fabriquer des tonneaux. On le trouve dans le patois de la région de Génolhac (Gard) et de Villefort (Lozère). Cela correspond à la zone géographique d'origine de ce nom de famille. En effet, la plus grande partie des Doladille semble provenir de cette partie des Cévennes. De "Doladilha", ce patronyme s'est transformé en "Doladille", "Dolladille" ou "Donadille". Une branche de la gens Cornelia, sous la République romaine et le début de l'Empire, portait le cognomen de Dolabella.
Le nom d'origine peut être aussi un nom de propriété dérivé du nom du propriétaire, sans que ce nom ait donné lieu à un nom de localité proprement dit. Tel est probablement le cas de Donadille ou Doladille, cette seconde forme n'étant qu'une variante phonétique de la première. Donadille est formé à partir du nom de personne Donat, à l'aide du suffixe occitan ilha, qui a servi en langue d'oc à former des noms collectifs. Donadilha a donc pu signifier "les biens de Donat".
Toutefois, au lieu d'un collectif se rapportant "aux choses qui appartiennent à Donat", on peut très bien accepter un collectif signifiant "les enfants et les parents qui appartiennent à la famille de Donat". Cette dernière explication plus expressive s'accorde assez bien au sens de Donat, qui a été donné comme surnom. On appelait "Donat", en effet, en pays d'Oc, "celui qui se donnait, lui et tous ses biens, à un monastère". Les enfants d'un Donat ont pu expressivement être dénommés Donadille.